# 布里若勒
布里若勒（法語：Bourigeole，法語發音：[buʁiʒɔl] ⓘ）是法国奥德省的一个市镇，属于利穆区。

## 地理
布里若勒（42°59'17"N, 2°8'1"E）面积9.08 平方千米，位于法国奧克西塔尼大區奥德省，该省份为法国南部沿海省份，北起塔恩省，西北接上加龙省，西接阿列日省，南至东比利牛斯省，东临地中海，东北与埃罗省接壤。
与布里若勒接壤的市镇（或旧市镇、城区）包括：布列日、费斯特和圣安德烈、圣伯努瓦、圣库阿迪拉泽。

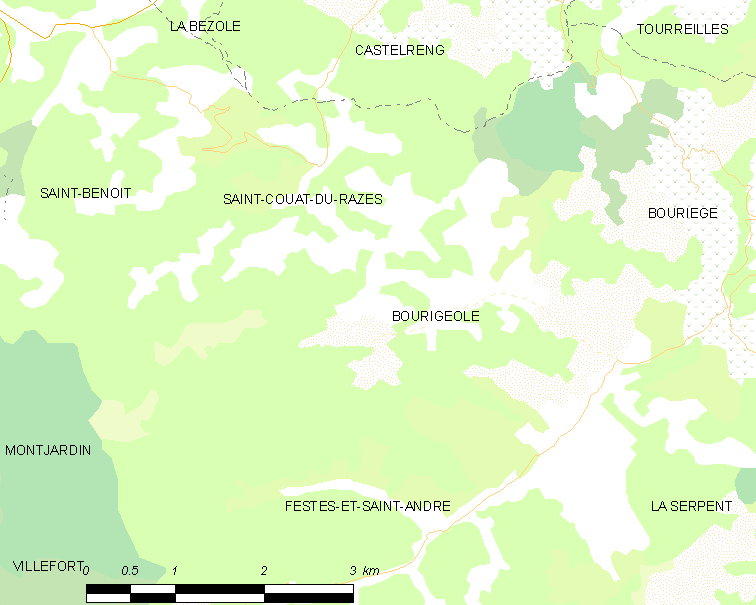
布里若勒的OSM定位图

布里若勒的时区为UTC+01:00、UTC+02:00（夏令时）。

## 行政
布里若勒的邮政编码为11300，INSEE市镇编码为11046。

## 政治
布里若勒所属的省级选区为利穆地区县。

## 人口

1962-2008年间布里若勒人口变化图示

布里若勒于2022年1月1日时的人口数量为55人。